# Испанская иммиграция в Бразилию
Пик испанской эмиграции пришелся на конец XIX и начало XX веков, и она была сосредоточена в Аргентине и на Кубе. Между 1882 и 1930 годами эмигрировало 3 297 312 испанцев, из которых 1 594 622 отправились в Аргентину, а 1 118 960 - на Кубу.  Бразилия стала важным направлением для иммигрантов из Испании только в 1880-х годах, и страна заняла третье место по количеству иммигрантов из этой страны после Аргентины и Кубы. Испанцы также составляют третью по величине национальную группу иммигрировавших в Бразилию после итальянцев и португальцев.
Между 1840 и 1849 годами в Бразилию иммигрировало всего 10 испанцев; 180 человек сделали это в период с 1850 по 1859 год, 633 с 1860 по 1869 год, и 3940 в период с 1870 по 1879 год. Число прибывших значительно увеличилось между 1880 и 1889 годами, когда прибыло 29 166 испанцев.  Испанская иммиграция в Бразилию была прямым результатом усилий бразильского правительства по привлечению в страну европейских рабочих, чтобы «отбелить» бразильское население и заменить африканскую рабочую силу.  Бразильское правительство потратило большие суммы денег на оплату проезда иммигрантов из Европы на корабле (субсидированная иммиграция). Огромная пропаганда велась бразильским правительством в Испании с работавшими на него агентами (ганчо), которые отправились в страну, чтобы убедить испанцев иммигрировать в Бразилию.  Бразильское правительство предложило бесплатное путешествие на корабле в Бразилию, и это сыграло решающую роль в привлечении иммигрантов. Бразилия была страной гораздо менее привлекательной, чем Аргентина и Куба, страны, с которыми испанцы поддерживали культурные отношения. К тому же условия труда в Бразилии были намного хуже. Таким образом, испанцы, эмигрировавшие в Бразилию, были теми, кто не мог позволить себе оплатить проезд на корабле на Кубу и в Аргентину, самыми бедными, и воспользовались предложением бесплатного проезда в Бразилию. Бесплатный проезд на корабле, предложенный бразильским правительством, казался несчастным испанским крестьянам прекрасной возможностью вырваться из бедности.
Испанское сообщество присутствовало во всем штате Сан-Паулу.  Согласно исследованию 1933 года, наибольшая концентрация испанцев была обнаружена в районе Катандува, Риу-Прету, Араракуара, Санта-Аделия и т. д., где проживало 108 000 испанцев. Далее была центральная часть штата в таких городах, как Кампинас, Сорокаба, Иту и Жундиаи, с населением 28 000 человек. На северо-западе Сан-Паулу, в таких городах, как Бауру, Арасатуба и Марилия было 45 000 испанцев. Таким образом, около 75% испанской общины в Сан-Паулу было сосредоточено в районе Араракуара и на северо-западе, и в этих районах городами с большинством испанцев были Танаби, Мирасол, Нова-Гранада (названная в честь испанского города Гранада), Сан-Жозе-ду-Риу-Прету и Олимпия. В городе Сан-Паулу проживало 50 000 испанцев. Перепись 1913 года в Сантусе показала, что население составляет 8 343 испанца из 39 802 человек. В 1931 г. в этом городе проживало 11 982 испанца при населении в 125 941 человек (или 9,51% всего населения).
Сообщения о том, что испанские иммигранты жили в Бразилии в ужасных условиях, заставили Испанию в 1909 году направить в Бразилию инспектора Гамбоа Наварро, чтобы оценить положение испанцев в стране. Наварро сделал отчет, который показал, что трудовые договоры были «иллюзорными», потому что они не соблюдаются. На кофейных плантациях он писал, что иммигранты спали на полу и в крошечных домиках, а также сообщал о частых злоупотреблениях в трудовых отношениях. Он пришел к выводу, что 98% испанцев в Бразилии вернулись бы в Испанию, если бы могли. Через три недели после публикации этого доклада испанская газета Gaceta de Madrid предложила запретить испанскую эмиграцию в Бразилию. Газеты вспомнили, что Италия и Германия уже приняли законы по этому поводу и что Португалия пыталась направить своих иммигрантов в другие страны, а не в Бразилию. Наконец, 26 августа 1910 года Испания издала королевский указ, запрещающий свободную эмиграцию в Бразилию. Указ не имел никакого эффекта, и, что любопытно, пик испанской иммиграции в Бразилию пришелся на его издание.
Другие сообщения предполагают, что в Бразилии существовала процветающая испанская община, особенно те, кто смог покинуть кофейные плантации и купить свои собственные земли.
Подсчитано, что с момента обретения Бразилией независимости (1822 г.) в Бразилию прибыло около 750 000 испанцев. Эта цифра составляет от 12,5% до 14% всех иностранцев, въехавших в Бразилию с момента обретения ею независимости, и ставит испанцев на третье место среди иммигрантов в Бразилии, но, возможно, включает португальцев, эмигрировавших по поддельным испанским паспортам, или галисийцев, которые, будучи гражданами Испании, говорили на языке, похожем на португальский. На самом деле португальские иммигранты в Рио-де-Жанейро широко известны как галегос (галисийцы). Испанские иммигранты были среди тех, кто имел более высокий уровень постоянного проживания в Бразилии, уступая японцам, но выше таких национальностей, как португальцы, итальянцы или немцы. Это может быть связано с тем, что большое количество семей, путешествующих по проезду, оплачиваемому бразильским правительством, покинули родную Испанию, чтобы работать на кофейных плантациях в штате Сан-Паулу. Большинство испанских иммигрантов въехало в Бразилию между 1880 и 1930 годами, с пиковым периодом между 1905 и 1919 годами, когда их ежегодные въезды превысили въезды итальянцев.

## Происхождение и направления иммиграции
Во всех бразильских штатах преобладали иммигранты из Галисии.  Единственным исключением был штат Сан-Паулу, куда проживает подавляющее большинство испанцев, около 75% от общего числа. В Сан-Паулу 60% были из Андалусии и только 20% из Галисии. Их проезд на корабле оплачивало бразильское правительство. Акт, запрещающий испанскую иммиграцию в Бразилию, не имел большого значения, потому что эмигранты, которые были в основном из Восточной Андалузии, эмигрировали через порт Гибралтар, между Северной Африкой и Испанией. Иммигранты, привлеченные ганчо, покидали свои земли в Андалузии и отправлялись в Гибралтар. Оказавшись в Гибралтаре, они могли несколько дней добираться на корабле до Бразилии. Оказавшись в Сан-Паулу, их наняли на кофейные фермы в ужасных условиях труда.
Основной территорией притяжения испанцев был штат Сан-Паулу, хотя процент в разных источниках колеблется от 66% до 78%. После Сан-Паулу второй по величине контингент прибыл в Рио-де-Жанейро, в то время как другие штаты, такие как Минас-Жерайс, Риу-Гранди-ду-Сул, Парана, Мату-Гросу, Пара и Баия получили меньшие группы. Во всех этих штатах иммигранты из Галисии составляли подавляющее большинство, около 80%, и это были преимущественно мужчины, которые эмигрировали в одиночку, поселились в городских центрах и заплатили за свое путешествие на корабле. Галисийские мелкие землевладельцы поселились в основном в городских районах Бразилии. Начиная с начала 20 века, большинство испанских иммигрантов были андалузскими крестьянами, которые работали на кофейнях плантациях, в основном в сельской местности штата Сан-Паулу.
Профиль испанских иммигрантов в период 1908–1926 годов показывает, что 82,7% иммигрировали семьями, 81,4% были фермерами, только 2,2% были ремесленниками или квалифицированными рабочими и 16,3% относились к категории прочие. Эти данные отражают, что испанская иммиграция не была очень диверсифицированной и квалифицированной и имела низкую мобильность, поскольку она субсидировалась бразильским правительством, поэтому иммигранты не могли свободно решать, где работать. Таким образом, подавляющее большинство тех, кто приехал в Сан-Паулу, были доставлены прямо на кофейные плантации, не имея возможности поселиться в сельских общинах в качестве землевладельцев или работать в городах.
Одним из факторов, способствовавших более быстрому процессу ассимиляции и аккультурации общины испанского происхождения в Бразилии, была, помимо языковой и культурной близости (подчеркнутой большим присутствием галисийцев), легкость, с которой и испанские мужчины, и женщины вступали в брак с бразильцами: 64,7% испанцев женились на бразильских женщинах, а 47,2% испанок вышли замуж за бразильских мужчин.

## Число иммигрантов
| 1884–1893 | 1894–1903 | 1904–1913 | 1914–1923 | 1924–1933 | 1945–1949 | 1950–1954 | 1955–1959 |
| 113,116   | 102,142   | 224,672   | 94,779    | 52,405    | 40,092    | 53,357    | 38,819    |

## Смотрите также
- Иммиграция в Бразилию
- Испанцы в Бразилии
- Белые латиноамериканцы